# Namundra griffinae
Espèce
Namundra griffinae est une espèce d'araignées aranéomorphes de la famille des Prodidomidae.

## Distribution
Cette espèce est endémique de la région d'Erongo en Namibie,.

## Description
Le mâle holotype mesure 2,38 mm et la femelle 3,94 mm.

## Étymologie
Cette espèce est nommée en l'honneur d'Eryn Griffin.

## Publication originale
- Platnick & Bird, 2007 : « On the first African spiders of the subfamily Molycriinae (Araneae, Prodidomidae). » American Museum novitates, no 3552, p. 1-8 (texte intégral).